# Dan Broström
För andra betydelser, se Dan Broström (olika betydelser).
Daniel (Dan) Broström (i riksdagen kallad Broström i Göteborg), född 1 februari 1870 i Kristinehamn, död 24 juli 1925 i Trönninge, var en svensk skeppsredare och politiker (liberal). Han övertog ledningen av Broströmskoncernen från sin far och ledde rederi- och industrikoncernen fram till sin död 1925.

## Biografi
Broström tog studenten vid Göteborgs realläroverk 1889, och blev därefter omedelbart anställd på sin fars kontor. Han praktiserade även på mäklarkontor i Königsberg (fem månader) i Tyskland 1889 och därefter hos familjevännen Thorsten Roberg i Kingston upon Hull (sex månader) i England 1890. I slutet av 1890 återvände Broström till Göteborg, och anställningen som bokhållare i rederifirman A. Broström, Göteborg fram till 1898. Den 30 april 1891 skrevs Broström in i Göta artilleriregemente. Han blev uttagen till redogörare och skrivare med skyldighet att fullfölja lagstadgad värnpliktstjänstgöring på 40 dagar.
Dan Broström blev delägare i firman Axel Broström & Son 1898 och var helägare från 1905 till sin död. Under hans tid utvecklades verksamheten mycket kraftigt, bland annat genom inrättandet av Svenska Amerika Linien 1915.

### Verksamhet inom rederier och sjöfart

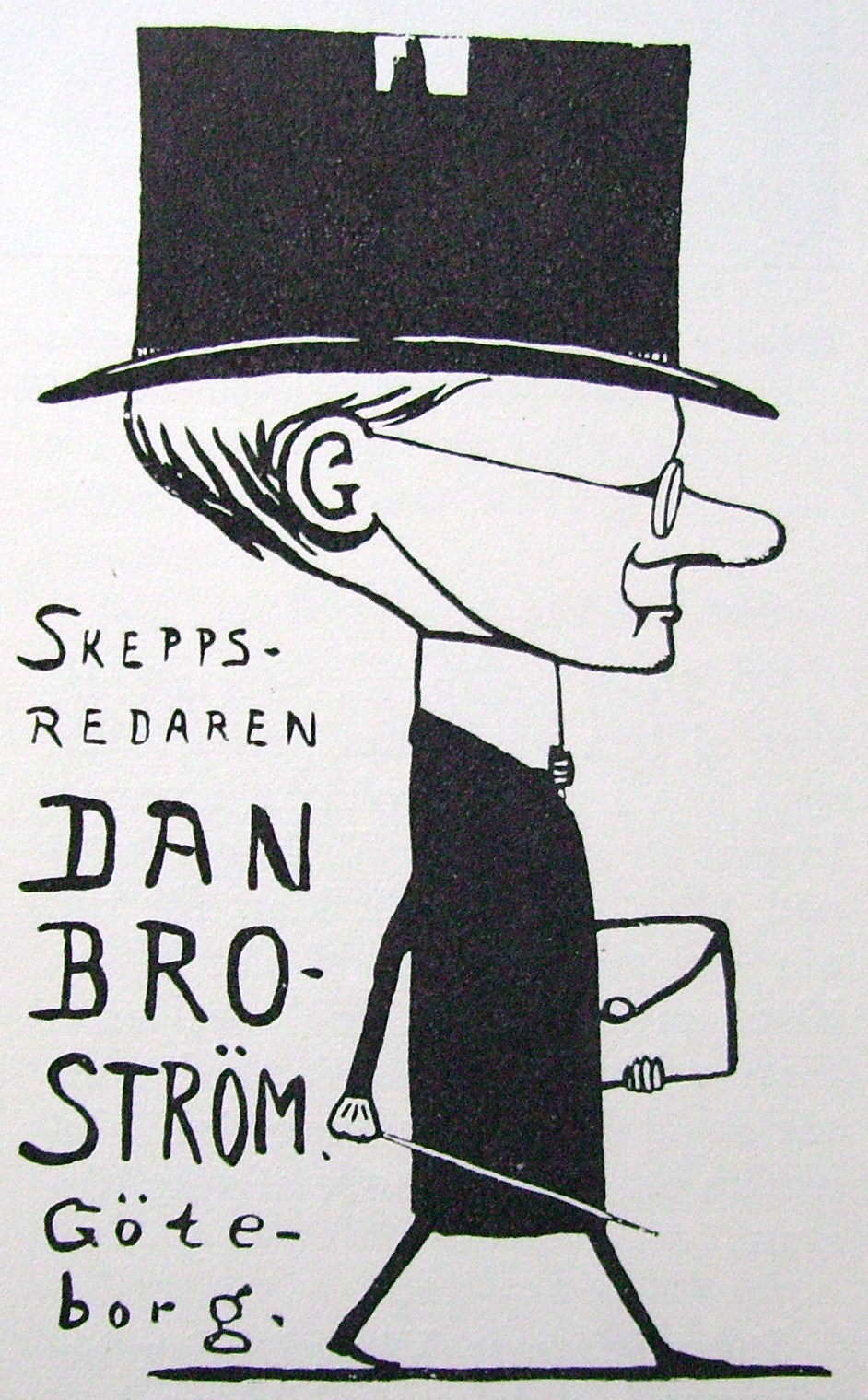
Karikatyr av Albert Engström.

Dan Broström var verkställande direktör och ordförande i styrelsen för Ångfartygsaktiebolaget Ferm och Ångfartygsaktiebolaget Tirfing 1905–1916 och 1917–1925, stiftare av och VD för AB Svenska Ostasiatiska Kompaniet 1906–1916 och 1917–1925, stiftare av och verkställande direktör för AB Svenska Amerika Mexiko Linien 1911–1916 och 1917–1925, VD för Rederi AB Sverige-Nordamerika 1914–1916 och 1917–1925, VD och ordförande i styrelsen för Rederi AB Sverige-Levanten 1918–1925.
Broström var ordförande i styrelsen för Sveriges Ångfartygs Assuransförening 1908–1925, AB Götaverken och Eriksbergs Mekaniska Verkstads AB 1915–1916 och 1917–1925, stiftare av och ordförande i styrelsen för AB Broströms Linjeagentur 1915–1916 och 1917–1925, ordförande i styrelsen för Rederi AB Svenska Lloyd 1917–1925, Göteborgs Bogserings AB 1918–1920, Ångfartygs AB Göta Kanal 1918–1925, Nora Bergslags Järnvägs AB 1918–1925 och Göteborgs Bogserings- och Bärgnings AB 1920–1925. Han var ledamot av styrelsen för Skandinaviska Kredit AB 1917–1925, Försäkrings AB Ocean 1919–1925 och Hallands Ångfartygs AB 1924–1925.
Dan Broström var ledamot av fattigvårdsstyrelsen 1900–1901, av handels- och sjöfartsnämnden 1901–1925, av styrelsen för Navigationsskolan i Göteborg 1902–1914, av hamnstyrelsen 1906–1925, av styrelsen för Göteborgs frihamn 1910–1912, av styrelsen för Göteborgs sjöfartsmuseum 1919–1925, av styrelsen för Broströmska donationen 1919–1925, av styrelsen för Broströmska stiftelsen 1920–1925, av styrelsen för Göteborgs Welanderhem 1921–1925 och av styrelsen för Göteborgs högskola 1925.
Broström var ledamot av Sveriges allmänna sjöfartsförening, varav som vice ordförande 1906–1917 och ordförande 1917–1925, vd för Sveriges Redareförening 1920–1925, handelskammaren i Göteborg, Nordisk Skibsrederforening, Sveriges allmänna exportförening 1909–1914, General Committee of Lloyds Register of Shipping, London, och Sjömannasällskapet. Han var ordförande i styrelsen för Riksföreningen för svenskhetens bevarande i utlandet 1919–1925 och i styrelsen för Lloyds register 1920–1925 samt ledamot av styrelsen för Sverige-Amerika stiftelsen 1919–1925. År 1914 blev Broström hedersledamot av Kungliga Örlogsmannasällskapet.

### Politisk verksamhet
Dan Broström var riksdagsledamot i andra kammaren 1906–1911 för Göteborgs stads valkrets samt ledamot av Göteborgs stadsfullmäktige 1901–1916. I riksdagen tillhörde han, som liberal kandidat, Liberala samlingspartiets riksdagsgrupp. Han var omväxlande ledamot och suppleant i bevillningsutskottet och engagerade sig inte minst i sjöfarts- och handelspolitik. Broström var ledamot av diplomat- och konsulatskommittén 1905–1906, av kommittén för revision av tulltaxan 1906, av sjöförsvarskommittén 1906–1910, av handelsrådet 1912–1914, av vattenfallsstyrelsen 1913–1920, av järnvägsrådet 1917–1925, av tull- och traktatkommittén 1919–1922 samt sakkunnig vid revisionen av skeppsmätningslagstiftningen 1908–1911. Han var också sjöminister 1914–1917.

## Donationer

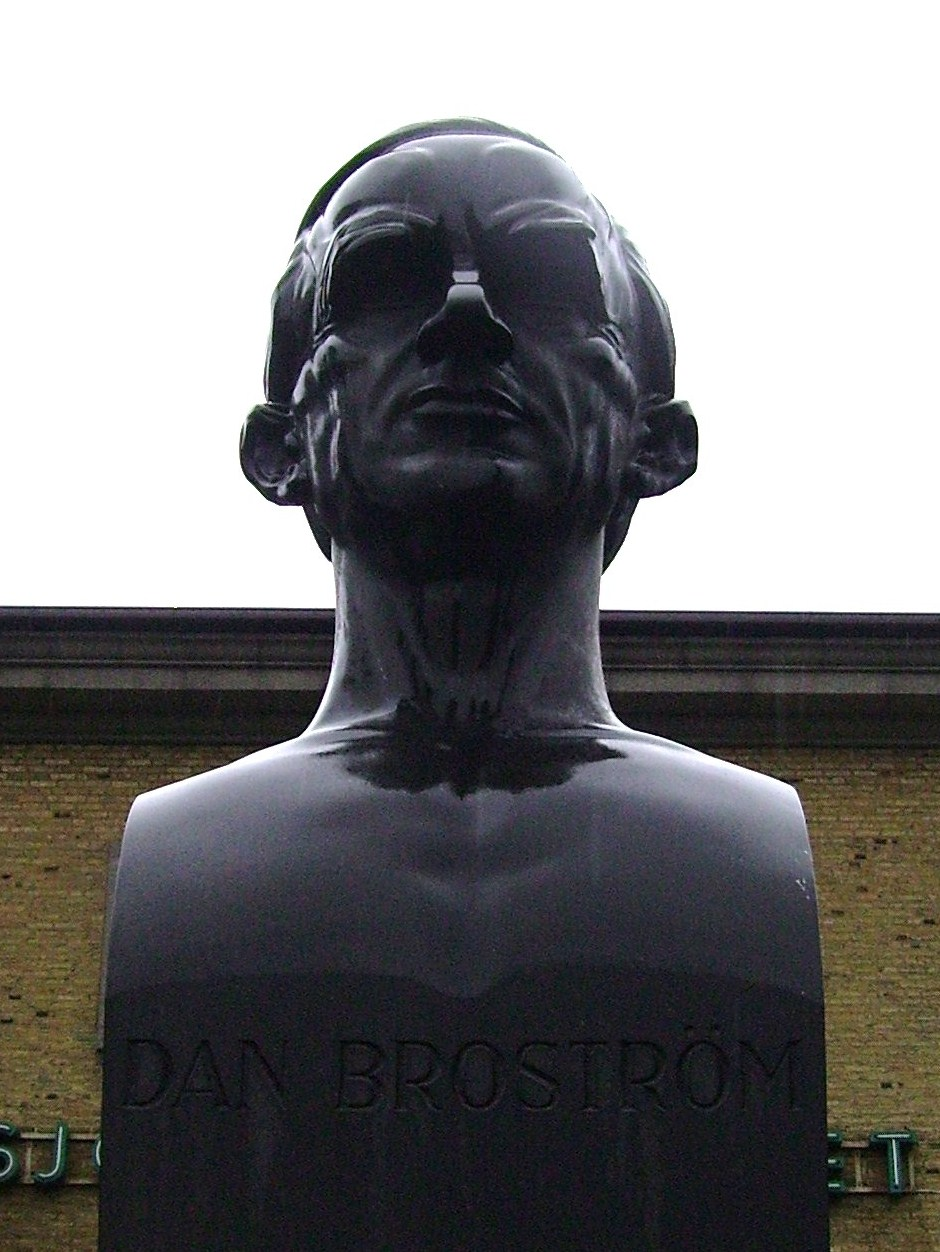
Dan Broströms byst vid Sjöfartsmuseet, Göteborg. Utförd av Erik Raphael-Rådberg, avtäckt 14 juli 1933 i samband med museibyggnadens invigning.

Den 12 september 1918 donerade det Broström-kontrollerade Ångfartygsaktiebolaget Tirfing 1 miljon kronor till uppförandet av en museibyggnad för Sjöfartsmuseet. Förbehållen var bland andra att beloppet under namnet "Broströmska donationen" skulle förvaltas av en särskild styrelse och användas för uppförandet och underhållet av ett sjöfartsmuseum. Dessutom hade Broström personligen genom ett donationsbrev av den 8 maj 1923 till Göteborgs stad överlämnat 300 000 kronor som gåva att förvaltas av staden under namnet "Dan Broströms donation vid Göteborgs 300-årsjubileum". Gåvobrevet har följande lydelse: Som ett uttryck för min tacksamhetskänsla mot det samhälle, där jag fostrats och haft min verksamhet, har jag äran att på denna dag, då Göteborg till hugfästande av sin trehundraåriga tillvaro, överlämna ett belopp av kr. Trehundratusen att av Göteborgs drätselkammare efter följande grunder förvaltas. Därefter följer detaljerna i gåvobrevet, som bestämmer att räntemedlen skall användas till en etnografisk professur samt utställningsakvariets underhåll på Sjöfartsmuseet.

## Familj

Ann-Ida och Dan Broström ombord på ett fartyg.

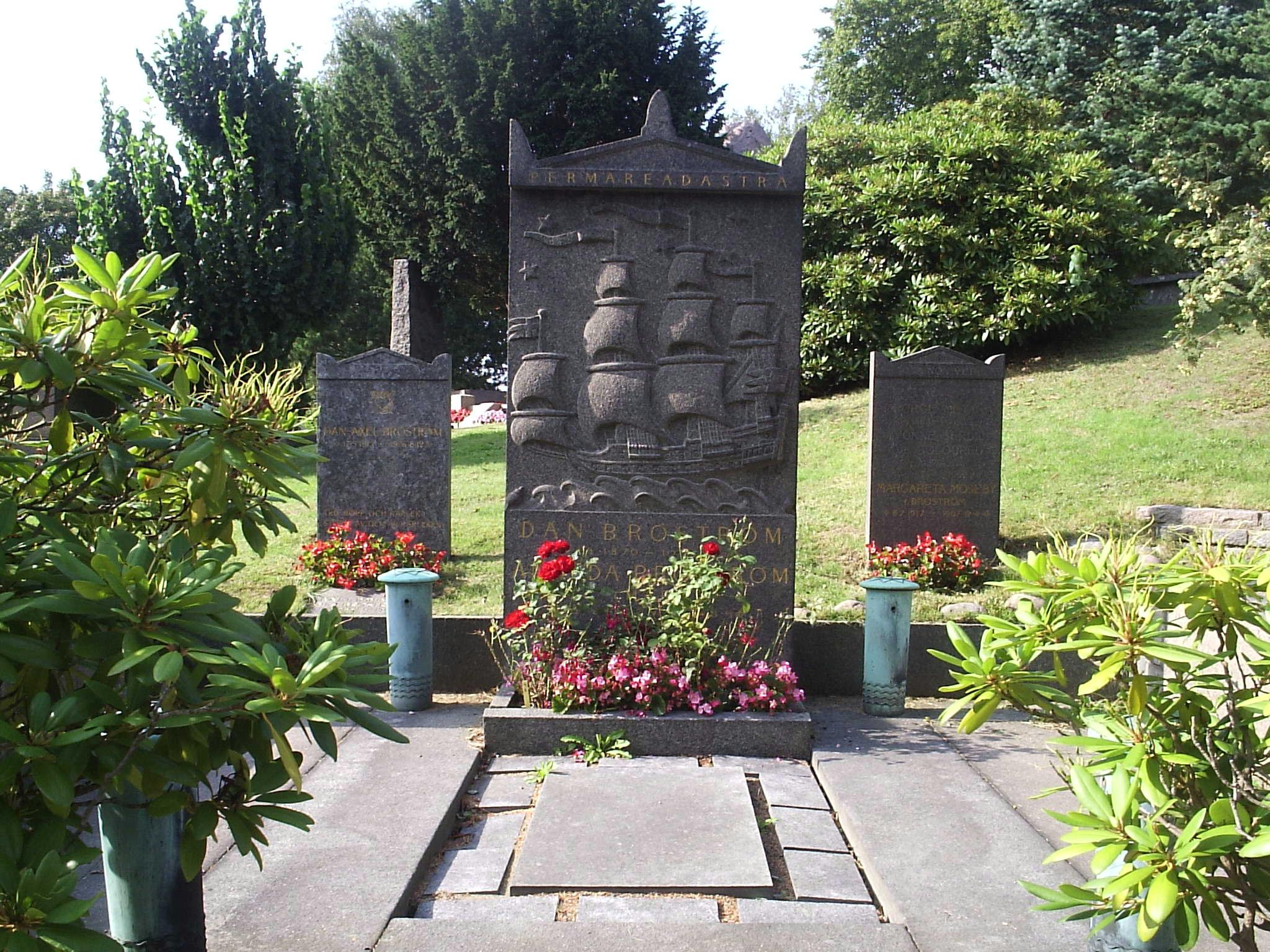
Dan Broströms gravsten pryds av ett fartyg som seglar med fulla segel, Östra kyrkogården i Göteborg.

Dan Broström var son till Axel Broström och Mathilda Olsson. Han gifte sig 21 november 1906 i Göteborg med Ann-Ida Broström, född Mark, och blev far till Dan-Axel Broström samt döttrarna Kerstin Wijk, Brita Keiller och Margaretha Moseby.
Dan Broström omkom i en bilolycka vid Trönninge, söder om Halmstad den 24 juli 1925. Hans stoft fördes från Halmstad till Göteborg med båt och vidare med bil till det Broströmska hemmet vid Skyttegatan i stadsdelen Lorensberg. Från hemmet fördes kistan på en svart draperad vagn längs Avenyn–Vasabron–Västra Hamngatan och fram till Domkyrkan, där jordfästningen ägde rum 29 juli. Efter begravningsakten gick sorgetåget över Västra Hamngatan–Vasabron–Nya Allén–Odinsgatan och ut till Östra kyrkogården där kistan placerades i familjegraven vid den så kallade "rikemanskullen".

## Utmärkelser
- Kommendör av första klassen av Nordstjärneorden, 5 juni 1915.[9]
- Riddare av Nordstjärneorden, 1912.[10]
- Kommendör av första klassen av Vasaorden, 1 februari 1920.[11]
- Riddare av första klassen av Vasaorden, 1907.[12]
- Storofficer av Hederslegionen, senast 1915.[13]
- Kommendör av första klassen av Norska Sankt Olavs orden, tidigast 1921 och senast 1925.[9][14]
- Innehavare av Japanska Heliga skattens orden, tidigast 1921 och senast 1925.[9][14]